# Pseudoparatanais
Pseudoparatanais är ett släkte av kräftdjur. Pseudoparatanais ingår i överfamiljen Paratanaoidea, ordningen tanaider, klassen storkräftor, fylumet leddjur och riket djur.
Kladogram enligt Catalogue of Life:
| Pseudoparatanais | \| \| Pseudoparatanais antarcticus \| \| \| \| \| \| Pseudoparatanais batei \| \| \| \| \| \| Pseudoparatanais brachycephalus \| \| \| \| |
|                  | \| \| Pseudoparatanais antarcticus \| \| \| \| \| \| Pseudoparatanais batei \| \| \| \| \| \| Pseudoparatanais brachycephalus \| \| \| \| |
|                  | Agathotanaidae |
|                  | |
|                  | Anarthruridae |
|                  | |
|                  | Anarthruropsis |
|                  | |
|                  | Andrognathia |
|                  | |
|                  | Androtanais |
|                  | |
|                  | Colletteidae |
|                  | |
|                  | Dimorphognathia |
|                  | |
|                  | Leptocheliidae |
|                  | |
|                  | Leptognathiidae |
|                  | |
|                  | Monstrotanais |
|                  | |
|                  | Nototanaidae |
|                  | |
|                  | Nototanoides |
|                  | |
|                  | Paraleptognathia |
|                  | |
|                  | Paratanaidae |
|                  | |
|                  | Pseudotanaidae |
|                  | |
|                  | Pseudozeuxidae |
|                  | |
|                  | Robustochelia |
|                  | |
|                  | Salemia |
|                  | |
|                  | Scoloura |
|                  | |
|                  | Siphonolabrum |
|                  | |
|                  | Stenotanais |
|                  | |
|                  | Tanaellidae |
|                  | |
|                  | Tanaopsis |
|                  | |
|                  | Pseudoparatanais antarcticus |
|                  | |
|                  | Pseudoparatanais batei |
|                  | |
|                  | Pseudoparatanais brachycephalus |
|                  | |

|  | Pseudoparatanais antarcticus    |
|  |                                 |
|  | Pseudoparatanais batei          |
|  |                                 |
|  | Pseudoparatanais brachycephalus |
|  |                                 |